# نیوتون کورنر (ماساچوست)
نیوتون کورنر (به انگلیسی: Newton Corner) یک روستا در ایالات متحده آمریکا است که در ماساچوست واقع شده‌است. نیوتون کورنر ۹۱٫۴۴ متر بالاتر از سطح دریا واقع شده‌است.